# Flemming Wisborg
Fleming Gustav Wisborg (ur. w 1943 roku) – duński kolarz szosowy, złoty medalista mistrzostw świata.

## Kariera
Największy sukces w karierze Flemming Wisborg osiągnął w 1966 roku, kiedy wspólnie z Jørgenem Emilem Hansenem, Ole Højlundem Pedersenem i Vernerem Blaudzunem zdobył złoty medal w drużynowej jeździe na czas podczas mistrzostw świata w Nürburgu. Był to jednak jedyny medal wywalczony przez niego na międzynarodowej imprezie tej rangi. Nigdy nie wystąpił na igrzyskach olimpijskich.